# 三菱・ブラボー
ブラボー (Bravo) は、三菱自動車工業が販売しているワンボックスカー型軽自動車である。販売上は乗用自動車扱い（ミニキャブの乗用モデル）だが、登録上は貨物自動車扱いである。

## 概要
ミニキャブエステートの後継車として発売され、タウンボックスがブラボーの後継車として発売される。
貨物自動車登録ながら、エアコン、全席全開閉式パワーウインドウ、集中ドアロック、内装フルトリム、4スピーカー搭載オーディオなど、当時としては乗用車に引けをとらない豪華装備を備えた上級グレードも存在した。
名目上はワゴン車だが、車検証の登録上では「貨物」扱い（4ナンバー）となっている。最大積載量は200kg（ミニキャブは350kg）。
独立車種としては1999年に消滅したが、2011年11月のミニキャブバンの一部改良で豪華装備を持つ上級グレードの名称として復活した。

## 初代（1989年-1991年）U14V/U15V/U18V/U19V・U14VG/U15VG型
- 1989年2月 - ミニキャブエステートの後継車としてミニキャブブラボーの名でデビュー。当初は550cc（3気筒SOHC自然吸気、同3気筒SOHCスーパーチャージャー。エンジンはいずれも3G81型）。実質的にはミニキャブエステートのマイナーチェンジ版であった。
- 1990年2月 - マイナーチェンジに伴い、自然吸気エンジンのみ660cc（3気筒SOHC。エンジンは3G83型）化され、全車ボディの全長がおよそ50mm延長された（実際は前後バンパーのオーバーハングの若干の延長のみに留まっている）。

## 2代目（1991年-1999年）
- 1991年1月22日 - 前年（1990年）の軽自動車の規格改正に完全対応させるために開発され、発売された。「ミニキャブ」から独立し、名称が「ブラボー」となる。

全車マルチバルブ化され、普及グレードには3気筒SOHC12バルブ（3G83・1気筒あたり4バルブ）シングルキャブレターエンジンが、中堅グレードには3気筒DOHC15バルブ（3G83・1気筒あたり5バルブ） ECIマルチエンジンが、最上級グレードには3気筒15バルブ（3G83・1気筒あたり5バルブ）DOHCインタークーラーターボが搭載された。
現在でも軽ワンボックスとしては数少ないステアリングチルトや後席フットランプ（ステップ付近に樹脂カバー付きのランプを搭載）が装備される仕様も存在する。さらに当時のスライドドア車全体的に見ても非常に珍しいスライドドアパワーウィンドウもパワーウィンドウ装着車に設定。この頃はヒンジ式のリアドアであっても手動式ウィンドウも多かった（同社の1999年発売のミラージュディンゴも当初はリアは全グレード手動式であった）。
- 1994年1月 - マイナーチェンジ。

フロントフェイス、およびリアバンパーの意匠を変更。リアサスペンションがリーフスプリングから3リンク式コイルスプリングに変更、中堅グレードは4気筒16バルブSOHC ECIマルチエンジン（4A30）に、最上級グレードは4気筒20バルブ（1気筒あたり5バルブ）DOHC インタークーラーターボエンジン（4A30）に換装された。
もっとも、ミニカに搭載された4A30エンジンの場合、ATは4速（ファジーシフト）であったが、当該車種はその性格を考慮し、同年12月に発売されたパジェロミニ同様にATは3速のままであった。
- 1999年4月 - 後継車のタウンボックスが発売され、販売終了。

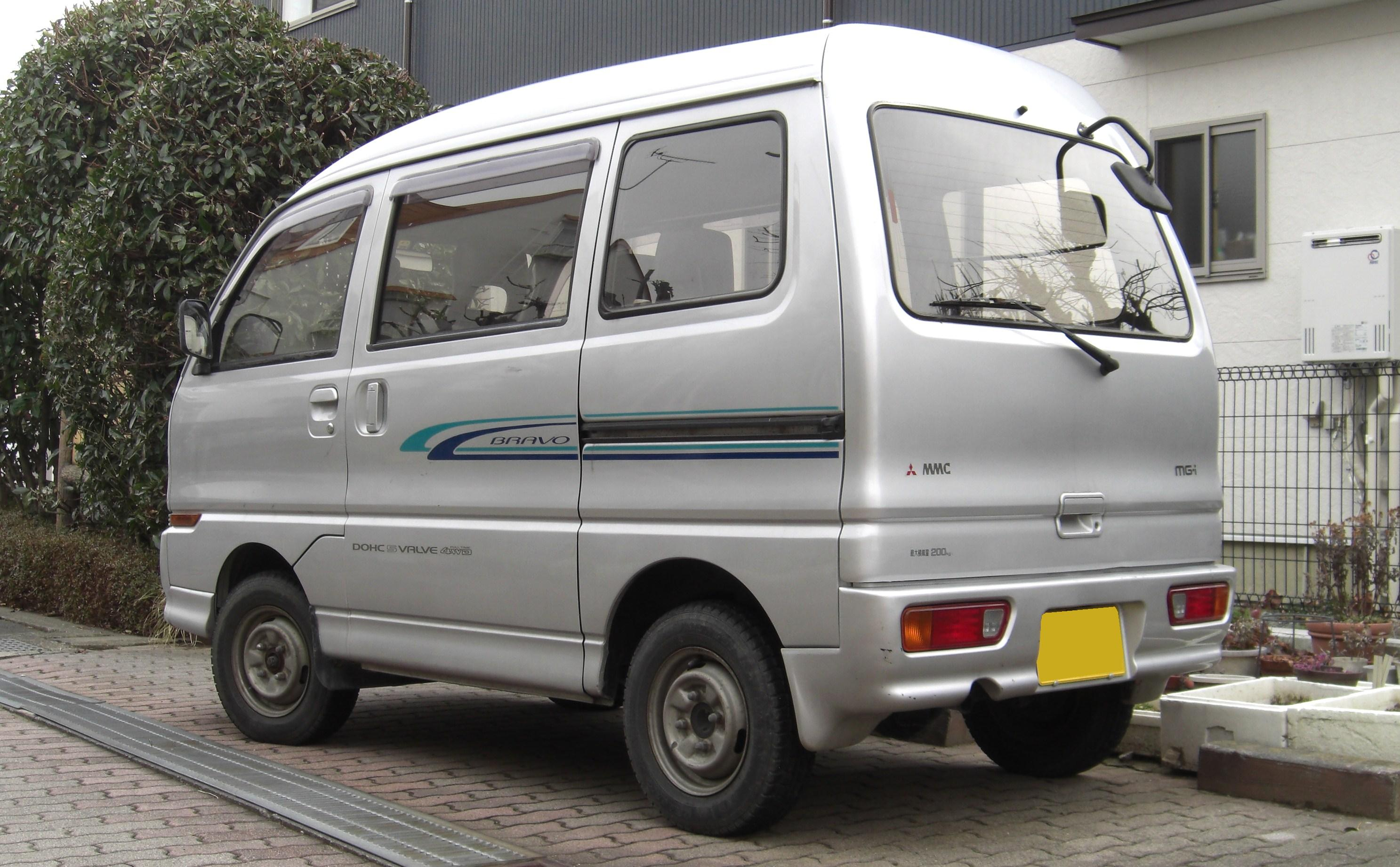
前期型
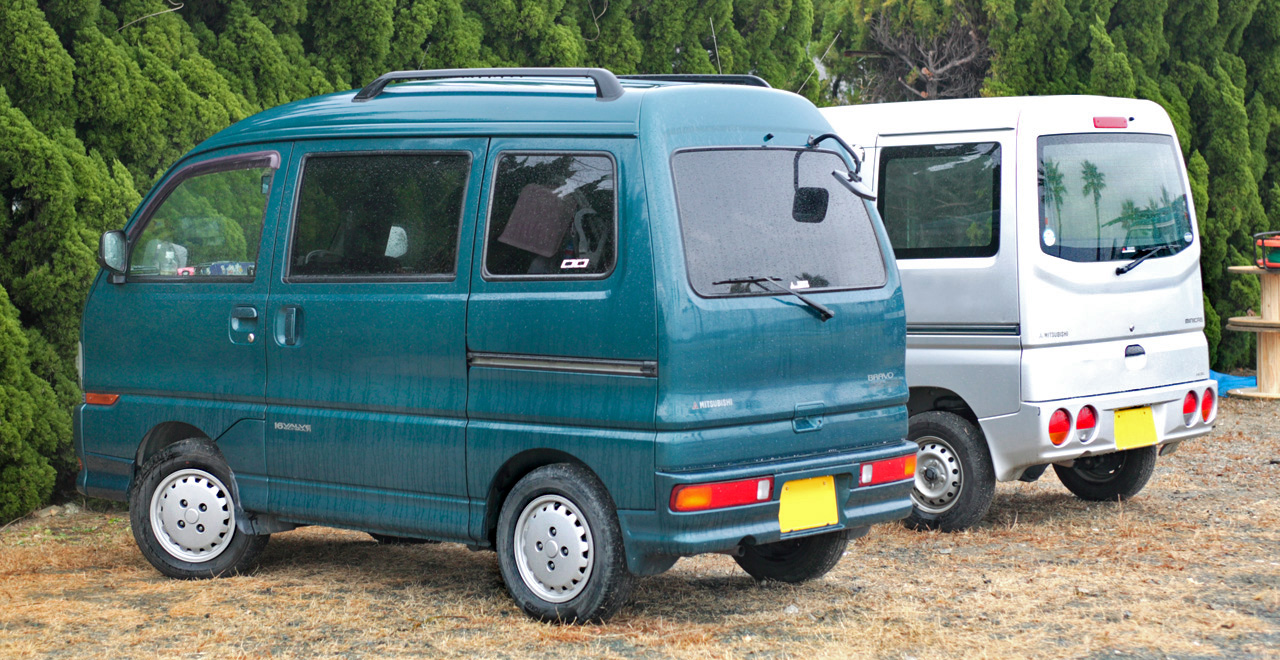
後期型

## 3代目（2011年-2014年）
- 2011年11月 - ミニキャブバンの一部改良の際に、新たなグレードとして「ブラボー」の名称が復活する。なお、乗用車登録の「タウンボックス」は一旦廃止された。

## 4代目（2014年-2015年）
- 2014年2月 - ミニキャブバンがスズキ・エブリイのOEMモデルとなりフルモデルチェンジ。「ブラボー」は継続設定され、ターボ仕様の「ブラボーターボ」も設定された。また、乗用車登録の「タウンボックス」もスズキ・エブリイワゴンのOEMモデルとして復活し、ミニキャブと同時にフルモデルチェンジされた。なお、OEM元のスズキ・エブリイが2015年2月にフルモデルチェンジされ、これを受けてミニキャブバンやタウンボックスも翌月にフルモデルチェンジが発表されたため、この代での販売期間は約1年1ヶ月間であった。

## 5代目（2015年-）DS17V型
- 2015年3月 - ミニキャブバンおよびタウンボックスがOEMモデル移行後初のフルモデルチェンジを発表。ミニキャブバンは先代に引き続き、「ブラボー」・「ブラボーターボ」が設定されている。トランスミッションは自然吸気モデルは従来の3速ATから5速AMTに替わったうえ、過給器エンジンモデルは従来通りの4速ATになった。
- 2017年5月25日 - 自然吸気エンジンモデルも過給器エンジンモデル同様の4速ATに変更。これによりNA・ターボ問わず全車4速ATのみになった。
- 2019年7月11日 - 自然吸気エンジン[注釈 1]モデルが一旦廃止される。
- 2022年4月21日 - 過給器エンジン[注釈 2]モデルが一旦廃止され、替わりに自然吸気エンジンモデルが復活した。
- 2024年3月14日 - トランスミッションをCVTに変更し、自然給器エンジンモデルが再び廃止され、替わりに過吸気エンジンモデルが復活した。

## 車名の由来
- イタリア語で「でかした」「うまいぞ」などの喝采を意味する「ブラヴォー」に由来。本来の発音は「ブラーヴォ」に近い。なお、フィアット・ブラーボ（日本名：ブラビッシモ[注釈 3]）及びランボルギーニ・ブラボーとの関係は無い。